# كيري جيتز
كيري جيتز (بالإنجليزية: Kerry Getz)‏ هو متزلج لوحي أمريكي، ولد في 10 يونيو 1975 في ليهايتون في الولايات المتحدة.